# Rik Reinerink
Rik Reinerink (* 21. Mai 1973 in Harbrinkhoek) ist ein ehemaliger niederländischer Radrennfahrer.
Rik Reinerink fuhr 1996 als Stagiaire bei Rabobank, wurde aber erst 1999 im Alter von 25 Jahren Profi. Er fing bei dem späteren niederländischen Team Bankgiroloterij an. Er gewann gleich in seinem ersten Jahr den Ster van Zwolle. In seinem letzten Jahr bei der Mannschaft gewann er nochmal eine Etappe bei der Niederlande-Rundfahrt. Im Jahr 2004 fuhr Reinerink dann für Chocolade Jacques, wo er den Sieg beim Eintagesrennen Noord-Nederland Tour aufgrund einer fehlerhaften Streckenführung zusammen mit 21 weiteren Fahrern zugesprochen bekam. 2005 und 2006 fuhr er für das Professional Continental Team Shimano.

## Palmarès
1992
- eine Etappe Österreich-Rundfahrt

1996
- eine Etappe Olympia’s Tour

1999
- Ster van Zwolle
- eine Etappe Olympia’s Tour

2002
- eine Etappe Ster Elektrotoer

2003
- eine Etappe Niederlande-Rundfahrt

2004
- Noord-Nederland Tour (zusammen mit 21 weiteren Fahrern)

## Teams
- 1999 Batavus-Bankgiroloterij
- 2000 Bankgiroloterij-Batavus
- 2001 Bankgiroloterij-Batavus
- 2002 Bankgiroloterij-Batavus
- 2003 Bankgiroloterij
- 2004 Chocolade Jacques-Wincor Nixdorf
- 2005 Shimano-Memory Corp
- 2006 Skil-Shimano

| Personendaten    | Personendaten                  |
| ---------------- | ------------------------------ |
| NAME             | Reinerink, Rik                 |
| KURZBESCHREIBUNG | niederländischer Radrennfahrer |
| GEBURTSDATUM     | 21. Mai 1973                   |
| GEBURTSORT       | Harbrinkhoek                   |